# Chesky Records
Chesky Records — лейбл звукозаписи, основанный в 1978 году братьями Дэвидом и Норманом Чески. Компания производит запись музыки высокой четкости в различных жанрах, включая джаз, классику, поп, ритм-энд-блюз, фолк и этническую музыку мира. На лейбле заисывались такие музыканты, как Маккой Тайнер, Херби Манн, Дэвид Йохансен and the Harry Smiths, Джо Хендерсон, Чак Манджони, Пакито Д’Ривера, Рон Картер, Ларри Кориелл, John Pizzarelli, Баки Пиццарелли, Бабатунде Олатунджи, Ана Карам и Ребекка Пиджон.
Chesky Records предлагает бинауральные записи, которые стремятся повторить объёмный стереозвук, словно бы слушатель находится в одном помещении с музыкантами. Звук записывается с использованием головы-манекена (Bruel & Kjaer 4100D). Для своих записей, Chesky Records использует акустически насыщенные пространства, в том числе в Центре Хирш в Гринпойнте, Бруклин и Церковь Святого Апостола Павла, находящийся на Манхэттене.
Мастеринг-студия компании располагается в Нью-Йорке.

## История
Студийный музыкант и композитор Дэвид Чески основал лейбл со своим братом Норманом в 1978 году. Они начали метку, чтобы сохранить звук живого исполнения в студийной записи без лишнего перемикширования исходных записей. В 1990 году, они перешли от записи в студии к записи в церкви. Одной из первых попыток улучшения качества звука стало переиздание классических записей Рахманинова в исполнении пианиста Эрла Уайлда для Ридерз Дайджест.
В 1990 году Chesky Records выпустила свой Jazz Sampler & Audiophile Test Compact Disc, первые девять треков которого посвящены музыке, а оставшиеся двадцать — техническим тестам наушников и динамиков. Другие тестовые диски включают Dr. Chesky’s Sensational, Fantastic, and Simply Amazing Binaural Sound Show и The Ultimate Demo Disc.
В 2007 году Дэвид и Норман начали распространение музыки для меломанов через HDtracks. HDtracks позволяет клиентам скачивать музыку высокого разрешения в различных форматах (FLAC и AIFF). Сайт содержит много записей различных музыкантов и лейблов. В 2012 году, Кросби, Стиллс и Нэш объявили, что они будут выпускать HD-версии первых трёх альбомов через HDtracks, и компания также выпустила ремастеринговые версии с лейбла Blue Note, в том числе «Blue Train»Джон Колтрейна, «Out to Lunch!» Эрика Долфи, «Maiden Voyage» Херби Хэнкока, «Speak No Evil» Уэйна Шортера, а также Хораса Сильвера, Ларри Янга. Список других известные музыкантов включает Кэрола Кинга, Дженис Джоплин, Майкла Джексона, Роллинг Стоунз и Боба Дилана.
В 2011 году на Chesky Records начали запись звука в высоком разрешении и представили бинауральные записи. Бинауральные мастеринги записываются в высоком разрешении (24 бит/192 кГц) с помощью бинаурального микрофона в голове-манекене по кличке «Ларс». Дэвид Чески сотрудничал с принстонским профессором Эдгаром Ю. Чуейри для их записи. Цель технологии заключается в захвате трехмерного звука и визуализации.
Chesky Records использует своё собственное записывающее оборудование и экспериментируют с различными методами записи и форматами.

## Награды и признание
- 1997 — Грэмми, Best Latin Jazz Recording, Portraits of Cuba, Paquito D’Rivera[19][20]
- 1998 — Номинация Грэмми, Best World Album, Circle of Drums, Babatunde Olatunji[21]
- 2000 — Латинская Грэмми, Best Latin Jazz Album, Tropicana Nights, Paquito D’Rivera[19][20]
- 2005 — Номинация Грэмми, Best Engineered Classical Recording, Area 31: Concerto for Violin and Orchestra, Concerto for Violin and Orchestra, The Girl from Guatemala, David Chesky[22][23]
- 2005 — Номинация Грэмми, Best Latin Jazz Album, The Body Acoustic, David Chesky[24][25]
- 2007 — Номинация Грэмми, Best Classical Contemporary Composition, Concerto for Bassoon and Orchestra, David Chesky[15][22]